# ブレイジングエンジェル2 シークレット・ミッション・オブ・WWII
ブレイジングエンジェル2 シークレット・ミッション・オブ・WWIIは、ユービアイブカレストから発売されたフライトシューティングゲームである。
対応機種のうちMicrosoft Windows版は日本国内未発売。

## ゲームモード
- キャンペーン：連合軍の精鋭部隊に所属しナチスドイツを秘密裏に粉砕する極秘ミッションに挑む。
- マルチプレーヤー：他プレーヤーと協力もしくは対戦できるモード。

オンラインプレイはPS3、Windows、は最大16人まで可能。Xbox 360用は最大20人まで可能。
- ハンガー: 使用する機体のカスタマイズを行う。

## キャンペーンストーリー
時は第二次世界大戦時代──エースパイロットの「ロビンソン大尉」が米国政府から命じられたのは、戦局を左右するほど重要で、かつ危険な極秘任務だった。それは、連合軍の精鋭で組織された秘密飛行分隊のリーダーとなり、ナチスドイツが計画している恐ろしい陰謀を秘密裏に打ち砕く、重要な極秘ミッションだった……

## 登場機体
イギリス:
- Gladiator
- Defiant
- Spitfire I
- Spitfire V
- Spitfire IX
- Seafire
- Typhoon
- Tempest
- Swordfish
- Barracuda
- Hurricane I
- Hurricane II
- Beaufighter
- Meteor
- DH Vampire I
- DH Mosquito
- アブロ ランカスター[1]

ドイツ:
- Me 109E
- Me 109G
- Bf 109K
- Me 110C
- Me 110E
- Me 110G
- Me 163 Komet
- Me 262
- Fw 109 A
- Fw 109 D9
- Do-335
- He-162 Salamander
- He111[2]
- He-219
- Gotha Go 229

日本:
- A6M Zero
- Ki-43 Hayabusa
- J7W Shinden
- N1K-J Shiden
- J2M Raiden
- B5N2 Kate
- D3A Val
- B7A Grace
- Kikka
- MXY-7 Ohka[3]
- 晴嵐[4]
- 九七式飛行艇[5]

ソ連:
- La-7
- IL-2
- Pe-2
- Yak 15

アメリカ:
- F2A Buffalo
- SB2A Buccaneer

## 登場兵器
- ツェッペリン
- 80cm列車砲
- Uボート
- 伊四〇〇型潜水艦
- V1飛行爆弾
- V2ロケット
- Do214
- テスラコイル
- ダイムラー・ベンツ プロジェクトC
- ダイムラー・ベンツ プロジェクトE